# آلبر ریورا
آلبرتو کارلوس ریورا دیاز ((به اسپانیایی: Alberto Carlos Rivera Díaz)؛ زادهٔ ۱۵ نوامبر ۱۹۷۹) حقوقدان و سیاست‌مدار اهل اسپانیا و رهبر حزب شهروندان این کشور است.